# Kokologo
Kokologho là một tổng thuộc tỉnh Boulkiemdé ở miền trung Burkina Faso. Dân số năm 2005 là 40621 người. Thủ phủ là thị xã Kokologho.

## Các thị xã và làng xã
• Thị xã Kokologho • Basziri • Douré • Goulouré • Koulnatenga • Manega • Nidaga • Pitmoaga • Sakoinsé • Sam